# Otoniela chica
Espèce
Otoniela chica est une espèce d'araignées aranéomorphes de la famille des Anyphaenidae.

## Distribution
Cette espèce est endémique de la province de Buenos Aires en Argentine,. Elle se rencontre vers Victoria.

## Description
Le mâle holotype mesure 5,9 mm et la femelle paratype 7,25 mm, les mâles mesurent de 5,0 à 5,9 mm.

## Systématique et taxinomie
Cette espèce a été décrite par Oliveira, Alvarenga et Brescovit en 2023.

## Étymologie
Son nom d'espèce lui a été donné en référence au lieu de sa découverte, Punta Chica.

## Publication originale
- Oliveira, Alvarenga & Brescovit, 2023 : « On the Neotropical spider genus Otoniela Brescovit, 1997 (Araneae: Anyphaenidae, Anyphaeninae), with the description of six new species. » Zootaxa, no 5383(1), p. 1-23.